# Ragnar Hovland

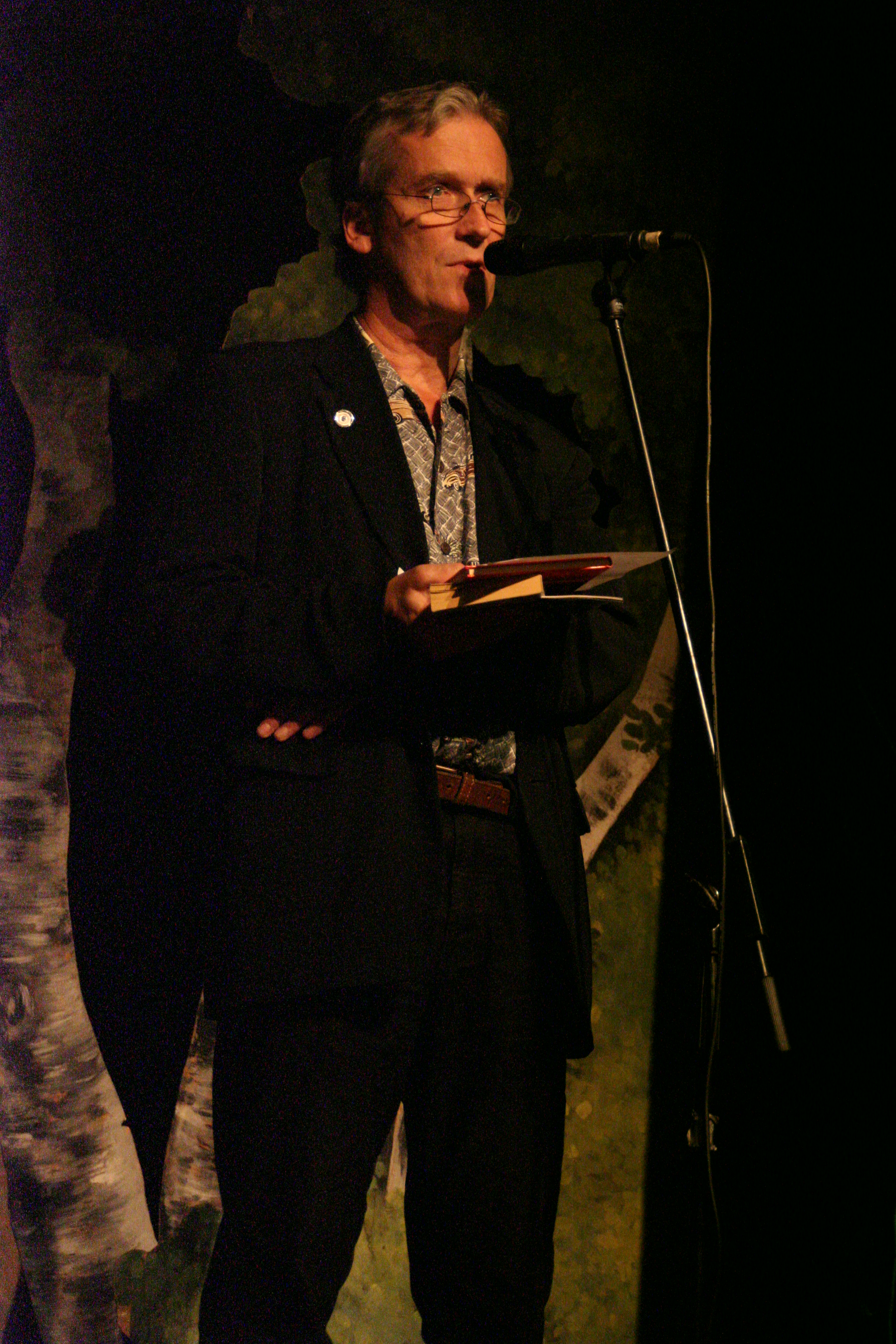
Ragnar Hovland

Ragnar Hovland (* 15. April 1952 in Bergen, Norwegen) ist ein norwegischer Schriftsteller, Kinderbuchautor, Übersetzer und Musiker.

## Leben und Werk
Aufgewachsen in Fusa und Luster, besuchte er das Gymnasium (vidergående skole) in Stavanger und studierte anschließend an der Universität Bergen Romanistik, Anglistik und Literaturwissenschaft.
Sein Debütroman Alltid fleire dagar erschien 1979. Spätestens seit der Veröffentlichung von Über den Wassern schweben (1982) gilt er als einer der zentralen Autoren der norwegischen Gegenwartsliteratur, insbesondere der Literatur auf Nynorsk. 
Hovlands Romane spielen oft in seiner Heimat Vestlandet und weisen zahlreiche Bezüge zur Popkultur auf. Markant für seinen Erzählstil ist die doppelbödige Verquickung von Ernst und Humor.
Er ist Übersetzer zahlreicher Kinderbücher sowie von Theaterstücken und Musicals. So übertrug er beispielsweise Werke von Janosch, Erich Kästner, Christine Nöstlinger, Roald Dahl, Botho Strauß und Stephen Sondheim ins Norwegische.
Musikalisch ist er als Keyboarder und Vokalist der Band Dei nye kapellanane in Erscheinung getreten.
Hovland ist Enkel des Bischofs und Bibelübersetzers Ragnvald Indrebø.

## Auszeichnungen (Auswahl)
- Brageprisen 1992 für Ein motorsykkel i natta
- Kritikerprisen 2001 und 2006 für Ei vinterreise und Fredlaus
- Bastianpreis 2008 für die Übersetzung von Roald Dahls Das Wundermittel
- Doblougpreis 2008
- Aschehoug-Literaturpreis 2012

## Bibliographie (Auswahl)
- Stille natt (2011)
- Kunsten å komme heim og andre essay (2011)
- Dr. Munks popleksikon (2008)
- Fredlaus (2006)
- 1964 (2006)
- Brevet (2006)
- Verdt å vite (trur eg) (2002)
- Norske gleder (2002)
- Ei vinterreise (2001)
- Psst! : kubanske notat (2000)
- Åleine i Alpane (1999)
- Halve sanninga. Tre versjonar (1998)
- Detektivforteljing (1998)
- Guillaume Apollinaire (1996)
- Norrøne gudar (1996)
- Dr. Munks testamente (1996)
  - Dr. Munks Vermächtnis (Aus dem Norweg. von Wolfgang Butt) Droemer Knaur, München 2002, ISBN 3-426-61941-5
- Katten til Ivar Aasen møter hunden frå Baskerville (1996)
- Eline og Julie tar ferja (1994)
- Ein dag i Sherwoodskogen (1994)
- Bjørnen Alfred og hunden Samuel forlet pappkartongen (1993)
  - Alfred der Bär und Samuel der Hund steigen aus dem Pappkarton (Aus dem Norweg. von Gabriele Haefs) Deutscher Taschenbuchverlag, München 2002, ISBN 3-423-62106-0
- Over Bali og Hawaii (1992)
- Ei lang reise (1992)
- Ein motorsykkel i natta (1992)
- Gjest Bårdsen døyr åleine ved Nilens breidd (1992)
- Paradis (1991)
  - Paradies (Aus dem Norweg. von Wolfgang Butt) Rogner und Bernhard, Hamburg 1997, ISBN 3-8077-0352-7
- Konspirasjoner (1990)
- Sjølvmord i Skilpaddekaféen (1989)
- Mercedes (1989)
- Skrivestadier (1989)
- Utanfor sesongen (1988)
  - Nebengleise (Aus dem Norweg. von Wolfgang Butt) Pettersson, Münster 1996, ISBN 3-930704-05-6
- Love me tender (1988)
- Emil og kaffikokaren (1987)
  - Emil und der Kaffeekocher (Aus dem Norweg. von Gabriele Haefs) Carlsen, Hamburg 1999, ISBN 3-551-55123-5
- Sjømannen, tante Elida og dei største eventyr (1986)
- Elefantmusikken (1985)
- Professor Moreaus løyndom (1985)
- Bussen til Peking (1984)
- Jakta på Salamanderen (1983)
- Under snøen (1983)
- Sveve over vatna (1982)
  - Über den Wassern schweben (Aus dem Norweg. von Wolfgang Butt) Droemer Knaur, München 2001, ISBN 3-426-61861-3
- Vegen smal og porten trang (1981)
- Den flygjande sykkelen og andre forteljingar (1981)
- Dei siste beat-poetane i Midthordaland (1981)
- Det får stå til (1980)
- Alltid fleire dagar (1979)